# Orimarga quinquefusca
Orimarga quinquefusca är en tvåvingeart som beskrevs av Alexander 1971. Orimarga quinquefusca ingår i släktet Orimarga och familjen småharkrankar.
Artens utbredningsområde är Panama. Inga underarter finns listade i Catalogue of Life.